# Payu Putat
Payu Putat is een bestuurslaag in het regentschap Prabumulih van de provincie Zuid-Sumatra, Indonesië. Payu Putat telt 3486 inwoners (volkstelling 2010).